# 세라믹공학
세라믹공학(Ceramic engineering)이란 이러한 비금속 무기재료의 개발과 응용을 연구하는 학문 분야로서 물리, 화학, 전기, 전자공학이 망라된 첨단 소재 공학분야이다. 세라믹 공학은 크게 고전세라믹스와 정밀세라믹스로 구분되며, 정밀세라믹스는 전자요업재료와 구조요업재료로 크게 구성된다. 근래에는 특히 환경, 광학, 핵반응로, 생체용 재료로서 세라믹스의 응용범위가 넓혀지고 있다.

## 범위
- 고전 (전통적) 세라믹스: 시멘트, 유리, 도자기, 내화물 등
- 정밀 (현대적) 세라믹스 : 전자 세라믹스, 바이오 세라믹스, 구조재료 세라믹스 등
- 미래적 신 재료: 세라믹스 압전체, 세라믹스 가스터빈 엔진, 결정화 유리, 형상기억합금, 초전도체, 탄소 섬유 등